# Kerstin Rääf
Kerstin Rääf, född 4 juli 1914 i Tuna församling, Kalmar län, död 27 januari 2010 i Maria Magdalena församling i Stockholm, var en svensk målare. 
Hon, som tillhörde ätten Rääf i Småland, växte upp i Ydre i Östergötland men efter föräldrarnas skilsmässa i början av 1920-talet flyttade hon tillsammans med modern Lotti Jeanneret till Frankrike. Där bodde hon i ett hus i Paris sextonde arrondissement ritat av styvfarbrodern Le Corbusier. Under vistelsen i Paris studerade Rääf måleri under Fernand Léger vid Académie Moderne. Senare arbetade hon som journalist och modetecknare, och efter andra världskriget engagerade hon sig ideellt bland annat vid den internationella fredskonferens som ägde rum i schweiziska Caux.
Rääf arbetade främst i akvarell och olja, ofta med landskap som motiv. Sin första utställning hade hon tillsammans med modern 1971. Hon är representerad bland annat på Hallands konstmuseum, Norrköpings konstmuseum och Moderna museet.